# ماكس بريك
ماكس بريك (بالإنجليزية: Max Brick) هو غطاس بريطاني، ولد في 5 يوليو 1992 في ساوثهامبتون في المملكة المتحدة.

## روابط خارجية
- ماكس بريك على موقع الاتحاد الدولي للسباحة (الإنجليزية)
- ماكس بريك على موقع اتحاد ألعاب الكومنولث (مؤرشف) (الإنجليزية)